# Атарней

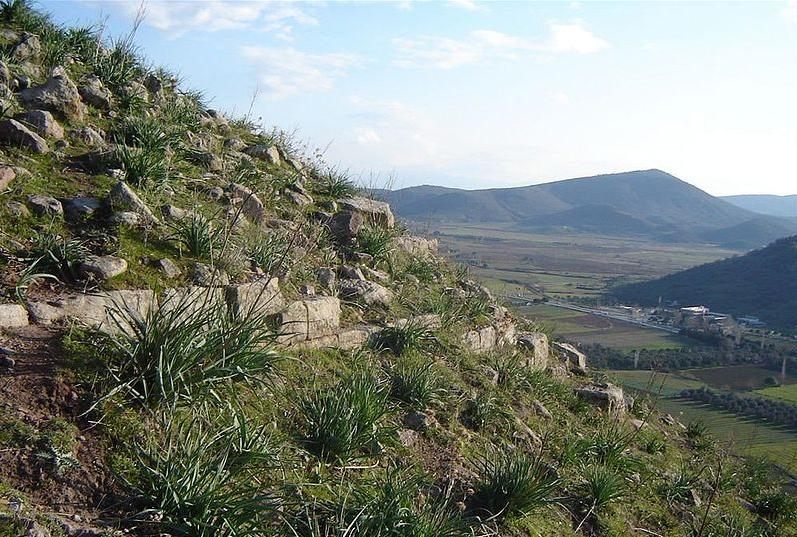
Местность древнего Атарнея, вблизи Дикили

Атарне́й (др.-греч. Ἀταρνεύς) — древнегреческий город, расположенный на плодородной береговой полосе в Эолиде (Малая Азия) напротив Лесбоса, к северо-востоку от современного турецкого города Дикили. В некоторых источниках, в частности, в «Истории» Геродота, Атарней указывается как город в Мизии. Связано это с тем, что некоторые авторы считали Эолиду частью Мизии.

## История
Город был основан хиосцами на земле, подаренной им Киром Великим за то, что они выдали персам лидянина Пактия, пытавшегося поднять антиперсидское восстание в Лидии. Между городом и Пергамом находились золотые рудники лидийских царей.
Наибольшего процветания Атарней достиг в середине IV веке до н. э., когда им правили Эвбул, банкир из Вифинии, и его бывший раб Гермий, ученик Платона и друг Аристотеля. Благодаря ослаблению Греции из-за Пелопоннесской войны и внутренним конфликтам в Персии, Эвбул смог добиться самостоятельности города. Позднее он и его преемник Гермий смогли объединить под своей властью значительные территории в Эолиде, что привлекло к ним внимание соседних держав. Так, царь Филипп II Македонский, стремившийся к захвату Фракии, а в дальнейшем и Персии, рассматривал Гермия как перспективного союзника, считая его владения удобным пунктом для начала вторжения в Малую Азию.
В 347 г. до н. э. в связи со смертью Платона и усиливающимся влиянием македонян, Аристотель и другой ученик Платона Ксенократ из Халкидона приняли приглашение Гермия и переехали в Атарней, где нашли тёплый приём. Впоследствии Аристотель даже женился на приёмной дочери Гермия, Пифиаде. В Малой Азии Аристотель помогал Гермию налаживать связи с Филиппом. Помимо того Аристотель способствовал тому, что правление Гермия стало менее деспотичным и более соответствующим Платоновским идеяи. Перемены в политике Гермия сделали его более популярным и помогли расширить его владения за счёт прибрежных сельских районов.
Со временем Гермий стал опасаться вторжения персов в Малую Азию. Долгое время Персия была ослаблена внутренними конфликтами и некомпетентными правителями, но восхождение в 358 г. до н. э. на престол Артаксеркса III, начавшего активно наводить порядок в своей державе, угрожало самостоятельности Атарнея. В связи с этим для Гермия жизненно важным стал союз с Македонией. Но в это время Филипп из-за угроз со стороны Афин был вынужден отказаться от своих планов завоевания Малой Азии и прервать связи с Гермием.
Даже после предательства Филиппа, Гермий по-прежнему отказывался от сотрудничества с персами, что обрекло его на страшную участь. В то время как некоторые историки считали, что Гермия захватил Мемнон Родосский, другие утверждают, что это был его брат Ментор, греческий наёмник на службе у Артаксеркса III Ментор получил задание захватить Гермия и вернуть его земли Персии.. Разочарованный поведением Филиппа, Аристотель пытался убедить Ментора сменить покровителя. Желая добиться расположения Гермия, Ментор согласился перейти на его сторону, но лишь затем, чтобы, дождавшись подходящего момента, схватить тирана Атарнея и отправить его в цепях в Сузы, где тот и умер в 341 году до н. э..
Город Атарней был покинут жителями в I веке нашей эры, возможно, после вспышки неизвестной эпидемии.